# 용인 삼성생명 블루밍스 WBT R
용인 삼성생명 블루밍스 WBT R(Yongin Samsung Life Blueminx Women's Basketball Team Reserves)은 대한민국 경기도 용인시에 있는 농구 선수단이다. 제일기획이 운영하는 여자 세미프로 농구단이며, 2004년에 창단되었다.

## 참고 문헌
- “스포츠지원포털 등록 현황”. 대한체육회.
- “한국여자프로농구 히스토리”. 한국여자농구연맹.